# Katiuixa
|  | Pel que fa a la cançó revolucionària soviètica, vegeu Katiuixa (cançó). |

|  | Pel que fa a l'equip ciclista, vegeu Team Katusha. |

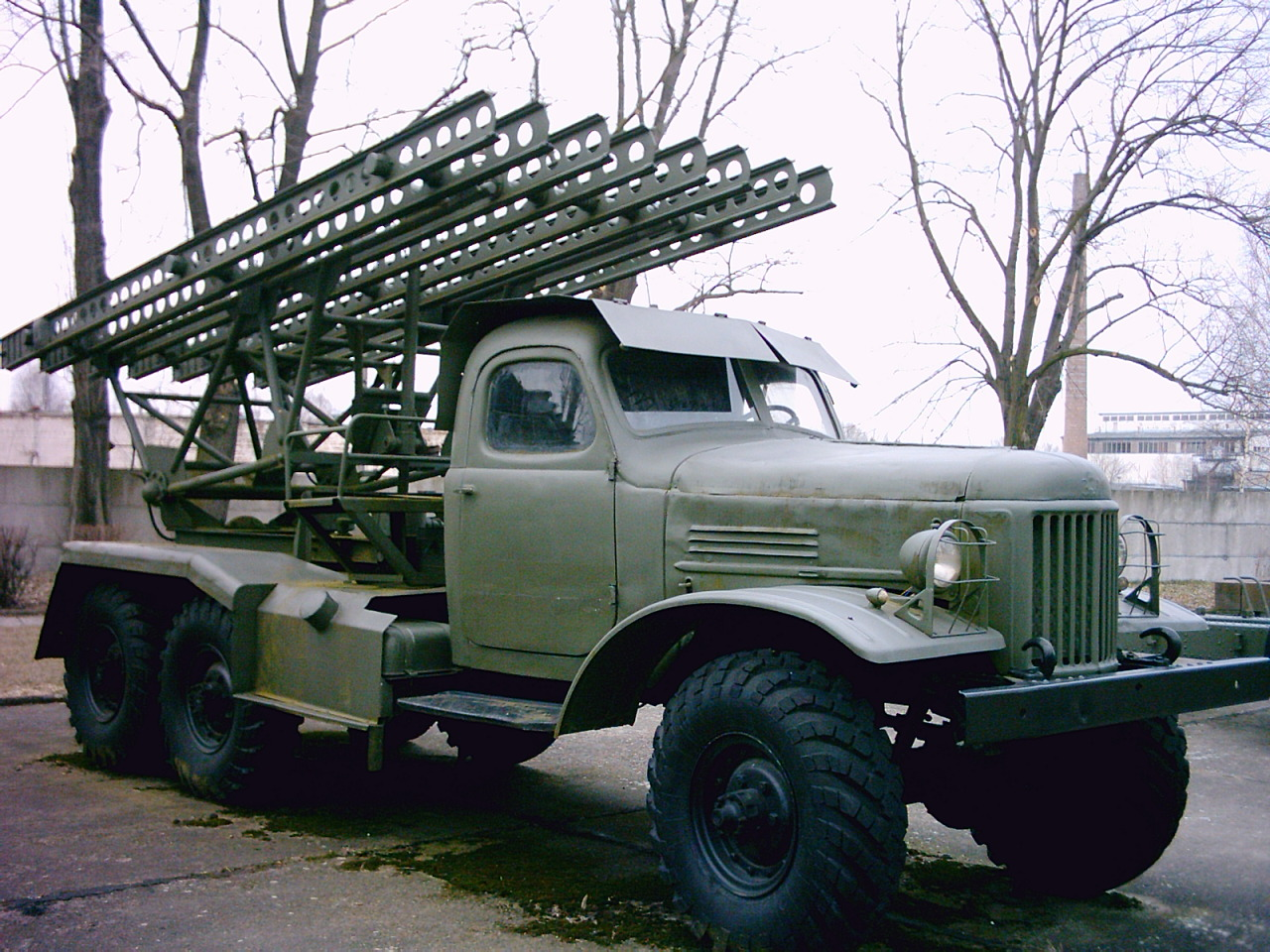
Llançador de coets Katiuixa BM-13

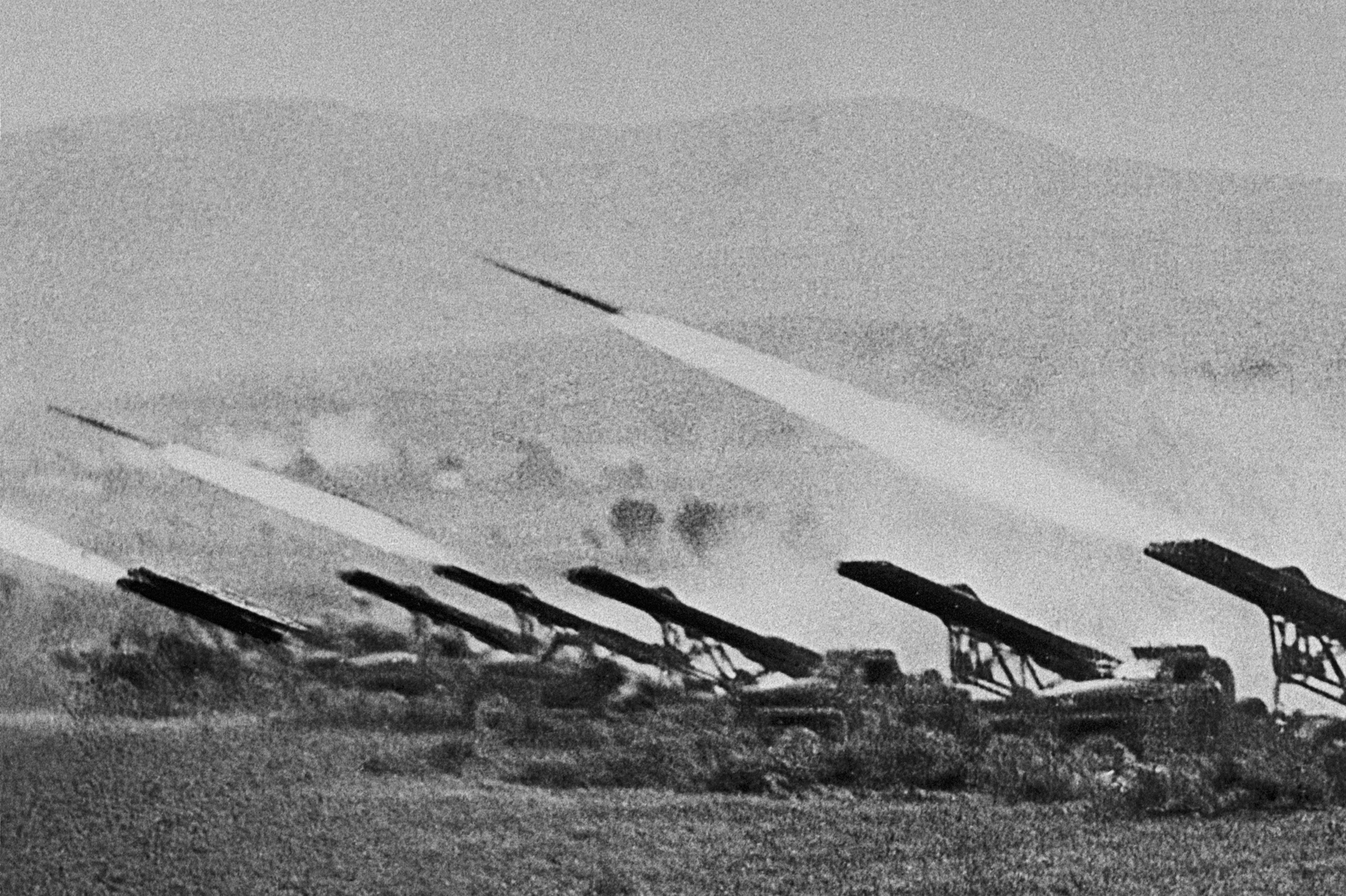
Llançament de coets Katiuixa durant la batalla de Stalingrad.

Els llançacoets múltiples Katiuixa (en rus: Катю́ша) BM-8, BM-13 i BM-31 són un tipus d'artilleria de coets construïda i desplegada per la Unió Soviètica a l'inici de la Segona Guerra Mundial. Comparada amb altres tipus d'artilleria, els llançacoets múltiples són capaços d'enviar una devastadora quantitat d'explosius en poc temps, tot i llur baixa precisió, i posteriorment comporten molt de temps de recàrrega. Són relativament febles, però barats i fàcils de produir. Els katiuixes de la Segona Guerra Mundial, que foren la primera artilleria autopropulsada produïda en massa per la Unió Soviètica (i per qualsevol nació per a aquest fi), normalment són muntats en camions. Aquesta mobilitat dona als katiuixes (i a altres artilleries autopropulsades) un altre avantatge: són capaços d'atacar i moure's abans que l'enemic sigui capaç de contraatacar amb foc de contrabateria. Foren emprats decisivament a la batalla de Stalingrad.
El 21 de juny del 1941 li fou presentada a Stalin aquesta nova arma secreta, a la qual aviat els soldats soviètics donarien el nom de Katiuixa, i també el de Maria Ivànovna. Després de l'ordre de produir-los en sèrie i el començament de la invasió alemanya, l'Exèrcit Roig només en disposava de set prototips, de l'arma secreta. El 28 de juny, el capità Ivan Fliórov, un dels més distingits alumnes de l'Acadèmia d'Artilleria, rebia l'ordre de formar amb els set prototips una bateria d'assaig, i es va convertir en el primer comandant d'una bateria de katiuixes.
Les armes Katiuixa de la Segona Guerra Mundial inclouen la llançadora BM-12, la BM-8 lleugera i la BM-31 pesant. Els seus projectils, ideats el 1941 pels científics soviètics Nikolai Tikhomírov i Vladímir Artémiev, tenien calibres de 82 mm, 132 mm, 280 mm i 300 mm i arribaven a una distància de 5 o 6 km. Podien llançar setze projectils simultàniament.
Les tropes de l'Exèrcit Roig adoptaren el nom de la popular cançó de guerra de Mikhaïl Issakovski Katiuixa, sobre una noia que enyora el seu amat absent, que és lluny de casa, fent el servei militar. Katiuixa és un diminutiu afectiu del nom rus Kàtia, forma familiar de Iekaterina (Caterina).

## Versions fabricades
Una llista de versions dels Katiuixa:
| Calibre (mm) | Tubs/rails | Denominació de l'arma | Xassís |
| ------------ | ---------- | --------------------- | --- |
| 82 mm        | 1          | BM-8                  | Suport improvisat en vehicles, remolcs o trineu |
| 82 mm        | 6          | M-8-6                 | Remolc o trineu |
| 82 mm        | 8          | BM-8-8                | Jeep Willys MB |
| 82 mm        | 12         | M-8-12                | Remolc o trineu |
| 82 mm        | 16         | 16-M-8                | Projecte 1125 de llanxa blindada |
| 82 mm        | 24         | BM-8-24               | Tanc lleuger T-40, tanc lleuger T-60 |
| 82 mm        | 24         | 24-M-8                | Projecte 1125 de llanxa blindada |
| 82 mm        | 36         | BM-8-36               | Camió ZiS-5, Camió ZiS-6 |
| 82 mm        | 40         | BM-8-40               | remolc, camió GAZ-AA |
| 82 mm        | 48         | BM-8-48               | Camió ZiS-6, camió Studebaker US6 U3, vagó de tren |
| 82 mm        | 72         | BM-8-72               | Vagó de tren |
| 132 mm       | 24         | BM-13                 | Camió ZIS-6, suport improvisat en vehicles, remolcs o trineu |
| 132 mm       | 6          | 6-M-13                | Projecte 1125 de llanxa blindada |
| 132 mm       | 16         | BM-13-16              | Camió International K7 "Inter", camió International M-5-5-318, camió Fordson WO8T, camió Ford/Marmon-Herrington HH6-COE4, camió Chevrolet G-7117, camió Studebaker US6 U3 truck, camió GMC CCKW-352M-13, vagó de tren |
| 300 mm       | 4          | M-20-4                | Remolc |
| 300 mm       | 4          | M-30-4                | Remolc |
| 300 mm       | 8          | M-31-8                | Remolc |
| 300 mm       | 12         | BM-31-12              | Camió Studebaker US6 U3 |

### Versions dels coets
Els coets utilitzats van tenir les següents versions:
| Denominació | Calibre (mm) | Abast (màxim) | Càrrega explosiva |
| ----------- | ------------ | ------------- | ----------------- |
| M-8         | 82 mm        | 5.900 m       | 0,64 kg           |
| M-13        | 132 mm       | 8.740 m       | 4,9 kg            |
| M-13DD      | 132 mm       | 11.800 m      | 4,9 kg            |
| M-13UK      | 132 mm       | 7.900 m       | 4,9 kg            |
| M-20        | 132 mm       | 5.050 m       | 18,4 kg           |
| M-30        | 300 mm       | 2.800 m       | 28,9 kg           |
| M-31        | 300 mm       | 4.325 m       | 28,9 kg           |
| M-31UK      | 300 mm       | 4.000 m       | 28,9 kg           |

## Desenvolupament i usos recents
Avui dia, el nom també s'aplica als més actuals llançacoets múltiples soviètics muntats en camions, principalment el molt usual BM-21) i els seus derivats arreu del món. També sol referir-se, erròniament, a Katiuixa a les granades propulsades per coet com l'RPG-7. Aquestes armes portàtils i relativament barates, s'empren sovint per la guerrilla, en foc militar d'acorralament o atacs contra la població, per exemple, pel Front Nacional d'Alliberament del Vietnam, Hesbol·là, la insurgència iraquiana o els talibans.